# ジョセフ・セルジュ・ミオ
ジョセフ・セルジュ・ミオ（ハイチ語: Joseph Serge Miot、1946年11月23日 - 2010年1月12日）はハイチのカトリック教会のポルトープランス大司教区第9代大司教。
1946年、グランダンス県ジェレミーで生まれる。1975年7月4日、司祭に叙階。1997年7月29日、協働司教に任命される。2008年3月1日、大司教に任命されたが、2010年、ハイチ地震に被災したことによりポルトープランスで死去した。